# Lijst van vlaggen van Joegoslavische deelgebieden
Dit artikel bevat een lijst van vlaggen van Joegoslavische deelstaten. Joegoslavië was van 1918 tot 1945 een koninkrijk. In 1945 werd het land een communistische federatie, bestaande uit zes deelstaten (Republieken). De vlaggen werden door deze republieken zelf vastgesteld.
De vlaggen van de Joegoslavische deelstaten waren als volgt:
| Kaart | Deelstaat                                      | Vlag | Artikel over de vlag           | Ratio | Ingebruikname    |
| ----- | ---------------------------------------------- | ---- | ------------------------------ | ----- | ---------------- |
|       | Socialistische Republiek Bosnië en Herzegovina |      | Vlag van Bosnië en Herzegovina | 1:2   | 31 december 1946 |
|       | Socialistische Republiek Kroatië               |      | Vlag van Kroatië               | 1:2   | 18 januari 1947  |
|       | Socialistische Republiek Macedonië             |      | Vlag van Noord-Macedonië       | 1:2   | 31 december 1946 |
|       | Socialistische Republiek Montenegro            |      | Vlag van Montenegro            | 1:2   | 31 december 1946 |
|       | Socialistische Republiek Servië                |      | Vlag van Servië                | 1:2   | 17 januari 1947  |
|       | Socialistische Republiek Slovenië              |      | Vlag van Slovenië              | 1:2   | 16 januari 1947  |

Vlag van de Albanezen in Joegoslavië

De vlaggen van Servië, Kroatië, Slovenië en Montenegro zijn gebaseerd op de pre-Joegoslavische vlaggen van deze gebieden en bevatten meestal de pan-Slavische kleuren rood, wit en blauw. De vlag van de deelstaat Macedonië was compleet nieuw en bestond uit een simpel rood veld met een ster. De vlag van Bosnië en Herzegovina had eveneens een simpel rood veld, maar dan met een Joegoslavische vlag in de hoek linksboven (vanwege de verschillende etnische groepen die in deze deelstaat wonen). Elke vlag is voorzien van een rode ster, een communistisch symbool.
Kroatië voerde in december 1990 (tien maanden voor de onafhankelijkheidsverklaring) een nieuwe vlag in, die ook momenteel de vlag van Kroatië is.